# Anampses twistii
Anampses twistii Bleeker, 1856 è un pesce osseo marino appartenente alla famiglia Labridae.

## Distribuzione e habitat
Questo pesce ha un areale abbastanza ampio, che comprende l'oceano Pacifico, parte dell'oceano Indiano ed il Mar Rosso. Le località dove è più comune sono le Isole Ryukyu, la Polinesia francese, e la Grande barriera corallina, le coste della Somalia e le Seychelles. Vive nelle barriere coralline ad una profondità intorno ai 30 m.

## Descrizione
Il corpo è compresso lateralmente, ovale. Il colore prevalente è marrone-grigiastro, ma il ventre e la parte della testa sotto l'occhio sono gialli. Il peduncolo caudale e la pinna caudale sono rosa. Alla fine della pinna anale e di quella dorsale è presente un ocello bordato di azzurro. Non supera i 18 cm.

## Biologia

### Comportamento
Gli esemplari adulti sono in genere solitari. I giovani sono più facili da trovare in gruppo, e, per confondere i possibili predatori nuotano con le pinne erette e la testa verso il fondo. In questo modo riescono ad apparire come pesci più grossi.

### Alimentazione
Si nutre di invertebrati acquatici.

### Riproduzione
È un pesce oviparo. Non è noto se è ermafrodita come le altre specie del genere.

## Pesca
Talvolta viene pescato per essere consumato come alimento e, anche se poco frequentemente, lo si può trovare nei mercati ittici delle località dove è più comune. Non è particolarmente comune negli acquari.